# Carl Raddatz
Carl Raddatz (Mannheim, 13 marzo 1912 – Berlino, 19 maggio 2004) è stato un attore tedesco.
Raddatz è celebre per aver preso parte a molti film durante il Terzo Reich. È stato sposato con Helga Cartsburg, Hildegard Matschke e Hannelore Schroth.

## Filmografia
- Sei ore di permesso (1938)
- Volo sul deserto (1938)
- Ho trovato l'amore (1938)
- Silvesternacht am Alexanderplatz (1939)
- 12 minuti dopo mezzanotte (1939)
- Mani liberate (1939)
- Ballerine intorno al mondo (1939)
- Un dramma nel bosco (1940)
- Golowin geht durch die Stadt (1940)
- Concerto a richiesta (1940)
- Heimkehr (1941)
- Über alles in der Welt (1941)
- Aquile d'acciaio (1941)
- Der 5. Juni - Einer unter Milionen (1942)
- Il perduto amore (1943)
- Eine Frau für drei Tage (1944)
- La prigioniera del destino (1944)
- Das war mein Leben (1944)
- Die Schenke zur ewigen Liebe (1945)
- Unter den Brücken (1946)
- Zugvögel (1947)
- In jenen Tagen (1947)
- Und finden dereinst wir uns wieder (1947)
- Whoin die Zügefahren (1949)
- Disperazione (1950)
- Gabriella (1950)
- Der Schatten des Herrn Monitor (1950)
- La traversata del terrore (1950)
- Taxi-Kitty (1950)
- Gift im Zoo (1952)
- Türme des Schweigens (1952)
- Geliebtes Leben (1953)
- Regina Amstetten (1954)
- La collana della sfinge nera (1954)
- Oasi (1955)
- Rose d'autunno (1955)
- Nacht der Entscheidung (1956)
- La ragazza di Berlino (1956)
- Das Mädchen Marion (1956)
- Made in Germany (1957)
- La ragazza Rosemarie (1958)
- La donna dell'altro (1959)
- Die Parisier Komödie (1961)
- Il falso traditore (1962)
- Der Mann, der sich Abel nannte (Film TV, 1966)
- Schmutzige Hände (Film TV, 1968)
- Die preußische Heirat (Film TV, 1974)
- Jeder stirbt für sich allein (Film TV, 1976)
- Warten auf Godot (Film TV ,1976)
- Buddenbrooks (1979)
- Haus Vaterland (Serie TV, 1983)
- Heute und damals (Film TV, 1984)
- Ein Heim für Tiere (Serie TV, un episodio, 1985)
- Rosinenbomber (Film TV, 1988)
- L'ispettore Derrick - Assolo per quattro (1990)